# Molly O'Day
Molly O'Day, pseudonimo di Suzanne Dobson Noonan (Bayonne, 16 ottobre 1911 – Arroyo Grande, 15 ottobre 1998), è stata un'attrice statunitense.

## Biografia
Nata a Bayonne, nel New Jersey, era la più giovane dei dieci figli, quattro femmine e sei maschi, del giudice Thomas Noonan, di origini irlandesi, e di Hannah Kelly la quale, dotata di una bella voce di soprano, si dice abbandonasse ogni ambizione artistica rifiutando un contratto con la Metropolitan Opera quando mise su famiglia. Suzanne studiò alla scuola del Notre Dame Convent di Staten Island ma nel 1924, dopo la morte del giudice Noonan, intervennero difficoltà economiche e la madre si trasferì con la famiglia a Los Angeles.
Tre sorelle, Suzanne, Virginia e Isabelle, cercarono di entrare nell'ambiente del cinema, e due di loro ci riuscirono: Suzanne, col nome di Molly O'Day, e Virginia, col nome di Sally O'Neil, che avrà una carriera più convincente. Molly iniziò recitando una ventina di cortometraggi comici della serie Our Gang, prodotta da Hal Roach, poi, nel 1926, ebbe una parte nel film A 45 minuti da Hollywood con Oliver Hardy e Glenn Tryon.
Il film di maggior successo fu il successivo Ferro e fuoco (1927), dove ebbe la parte di protagonista accanto a Richard Barthelmess, una star dell'epoca, col quale farà coppia anche in The Little Shepherd of Kingdom Come (1928), mentre con la sorella Sally aveva recitato la commedia The Lovelorn. Come Sally O'Neil in 1926 era stata scelta tra le WAMPAS Baby Stars, così Molly fu tra le tredici promesse nel 1928.
Nel 1928 la sua casa di produzione, la First National Pictures, rinunciò a impiegarla nel film Il re della piazza perché la trovò troppo ingrassata. Molly O’Day dovette sottomettersi a una dura dieta e a un intervento di liposuzione per rientrare in un peso accettabile dai dirigenti della produzione. Riuscì a superare anche la prova del sonoro, malgrado il suo forte accento del New Jersey, e nel 1930 recitò con la sorella in Sisters, di James Flood, poi ebbe alcune parti da protagonista in film minori, fino a ritirarsi dagli schermi nel 1935, con 21 film in carriera.
Nel 1934 aveva sposato l'attore Jack Durant, dal quale divorziò nel 1951, dopo aver avuto quattro figli. Nel 1952 si risposò col petroliere James Kenaston (1916-2011) divorziandone quattro anni dopo.
Molly O'Day, che dal 1980 visse ad Avila Beach, nella contea di San Luis Obispo, morì il 15 ottobre 1998 ad Arroyo Grande, a 87 anni.
La sua terza sorella, Mary, lavorò nella Croce Rossa, mentre Isabelle, dopo la brevissima esperienza cinematografica, divenne un'agente immobiliare. Dei suoi sei fratelli, Gerald, Thomas, Jerry, George, Vincent e Mathew, Gerald divenne un noto giocatore professionista di football, mentre George partecipò con la squadra nazionale statunitense di hockey su ghiaccio alle Olimpiadi invernali del 1924, disputate in Francia, guadagnando la medaglia d'argento.
L'attrice non va confusa con l'omonima cantante folk Molly O’Day (1923-1987).

## Riconoscimenti
- WAMPAS Baby Star nel 1928
- L’8 febbraio 1960 le fu dedicata una stella al 1708 Vine Street dell’Hollywood Walk of Fame.

## Filmografia

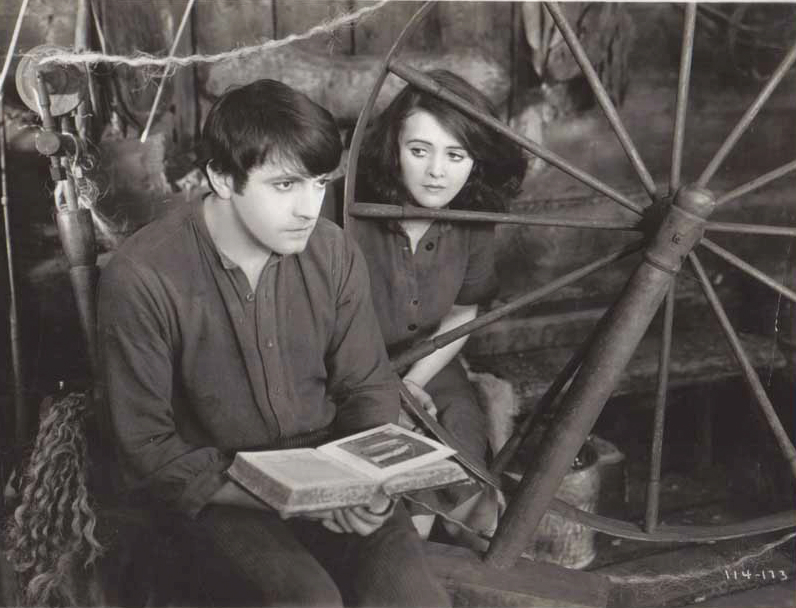
Con Barthelmess in Ferro e fuoco

- A 45 minuti da Hollywood (45 Minutes from Hollywood), regia di Fred Guiol (1926)
- Ferro e fuoco (The Patent Leather Kid), regia di Alfred Santell (1927)
- Hard-Boiled Haggerty, regia di Charles Brabin (1927)
- The Lovelorn, regia di John P. McCarthy (1927)
- The Shepherd of the Hills, regia di Albert S. Rogell (1928)
- The Little Shepherd of Kingdom Come, regia di Alfred Santell (1928)
- Rivista delle nazioni (The Show of Shows), regia di John G. Adolfi (1929)
- Sisters, regia di James Flood (1930)
- Sea Devils, regia di Joseph Levering (1931)
- Sob Sister, regia di Alfred Santell (1931)
- Devil on Deck, regia di Wallace Fox (1932)
- Get That Venus, regia di Arthur Varney (1933)
- Playthings of Desire, regia di George Melford (1933)
- Gigolettes of Paris, regia di Alphonse Martell (1933)
- Divorce Sweets, regia di Sig Herzig e William Watson - cortometraggio (1933)
- Hired Wife, regia di George Melford (1934)
- Chloe, Love Is Calling You, regia di Marshall Neilan (1934)
- La donna nell'ombra (The Life of Vergie Winters), regia di Alfred Santell (1934)
- Bars of Hate, regia di Albert Herman (1935)
- The Law of the 45's, regia di John P. McCarthy (1935)
- Lawless Border, regia di John P. McCarthy (1935)
- Ciclone contro zorro il bandito (Skull and Crown), regia di Elmer Clifton (1935)

## Fonti
- Media Mistley, Molly O'Day, Screenland, July 1927, pp. 57 e 77
- Tony Villecco, Silent Stars Speak: Twelwe Cinema Pioneers, McFarland & Company, Jefferson-London, 2001, pp. 120-130 ISBN 978-0-7864-0814-6
- Los Angeles Times, 21 October 1998, Obituaries, Molly O'Day